# Isla Rahmaniyah
Isla Rahmaniyah (en árabe: جزيرة الرحمانية;Jazīrat ar Raḩmānīyah) es el nombre de una isla en la rama Rosetta del río Nilo, en el país africano de Egipto, específicamente en la región (Markaz) de Rahmaniya en la gobernación de Beheira ('البحيرة). Se encuentra justo al sur de la ciudad de Desouk y el norte de Rahmaniya.